# Mulúja
Mulúja (arabsky نهر ملوية‎, [Nahr Mulūyah] nebo وادي ملوية‎, [Wādī Mulūyah] oficiální přepis Oued Moulouya) je řeka (vádí) na východě Maroka. Je 520 km dlouhá.

## Průběh toku
Pramení v horách Středního Atlasu. Teče rozsáhlou proláklinou s polopouštním klimatem a rostlinstvem. Ústí do Středozemního moře.

## Vodní stav
Zdrojem vody je tající sníh v horách a déšť. Průtok se pohybuje od 1 000 m³/s na jaře do 1 m³/s v létě.

## Využití
Na dolním toku se nachází hydrouzel a zavlažovací systém Mešra-Chamadi a výše hráz, vodní elektrárna, přehradní nádrž a zavlažovací systém Mešra-Klila.